# 莉萨·约翰松
莉萨·约翰松（瑞典語：Lisa Johansson，1992年4月11日—），瑞典女子冰球运动员。她曾代表瑞典国家队参加2018年和2022年冬季奥林匹克运动会冰球比赛，分别获得第七名和第八名。